# Каур (округ)
Каур (индон. Kaur) — округ в составе провинции Бенкулу. Административный центр — город Бинтухан.

## История
Округ Каур был выделен в отдельную административную единицу в 2003 году. До 2003 года входил в состав округа Южный Бенкулу.

## География
Площадь округа — 2369,05 км². На северо-западе граничит с округом Южный Бенкулу, на севере и востоке — с территорией провинции Южная Суматра, на юго-востоке — с территорией провинции Лампунг, на юге омывается водами Индийского океана.

## Население
Согласно данным переписи 2010 года, на территории округа проживало 107 899 человек.

## Административное деление
Территория округа Каур административно подразделяется на 15 районов (kecamatan):
| - Южный Каур - Центральный Каур - Северный Каур - Центральный Келам - Кинал - Луас - Лунканг-Куле | - Мадже - Муара-Сахунг - Насал - Нижний Паданг-Гуии - Верхний Паданг-Гучи - Семиданг-Гумай - Танджунг-Кемунинг - Тетап |